# Olga Kuragina
Olga Witaljewna Kuragina, ros. Ольга Витальевна Курагина (ur. 21 kwietnia 1959 w Kirowie) – radziecka lekkoatletka specjalizująca się w wielobojach, uczestniczka letnich igrzysk olimpijskich w Moskwie (1980), brązowa medalistka olimpijska w pięcioboju.

## Sukcesy sportowe
- mistrzyni Związku Radzieckiego w pięcioboju – 1980[2] z wynikiem 4856 punktów – był to wówczas rekord świata[3].

| Rok  | Miasto | Zawody               | Konkurencja | Wynik         |
| ---- | ------ | -------------------- | ----------- | ------------- |
| 1980 | Moskwa | Igrzyska olimpijskie | pięciobój   | brązowy medal |

## Rekordy życiowe
- pięciobój – 4875 – Moskwa 24/07/1980
- siedmiobój – 6269 – Moskwa 19/06/1983